# Dejan Bojović
Dejan Bojović (Smederevska Palanka, 3 aprile 1983) è un ex pallavolista serbo.
Giocava nel ruolo di schiacciatore.

## Palmarès

### Club
- Campionato serbo-montenegrino: 1

2002-03
- Campionato giapponese: 1

2008-09
- Coppa di Serbia e Montenegro: 1

2005
- Coppa dell'Imperatore: 2

2008, 2013
- Torneo Kurowashiki: 1

2011
- V.League Top Match: 1

2009

### Premi individuali
- 2015 - Torneo Kurowashiki: Miglior spirito combattivo
- 2015 - Torneo Kurowashiki: Sestetto ideale